# Cubocephalus heiglii
Cubocephalus heiglii är en stekelart som först beskrevs av Dalla Torre 1902.  Cubocephalus heiglii ingår i släktet Cubocephalus och familjen brokparasitsteklar. Inga underarter finns listade i Catalogue of Life.